# 赖马省
賴馬省（阿拉伯语：‎）是也門西部內部的一個省。面積2,239平方公里，2011年人口475,000人。
首府賈賓。下分六區。
1. ↑  . Central Statistical Organisation.   [24 February 2013].